# Ptilocerembia roepkei
Ptilocerembia roepkei is een insectensoort uit de familie Notoligotomidae, die tot de orde webspinners (Embioptera) behoort. De soort komt voor in Indonesië (Java en Sumatra).
Ptilocerembia roepkei is voor het eerst wetenschappelijk beschreven door Friederichs in 1923.